# 자말 무시알라
자말 무시알라(독일어: Jamal Musiala, 2003년 2월 26일 ~ )는 독일의 축구 선수로 포지션은 공격형 미드필더, 윙어이다. 현재 분데스리가의 바이에른 뮌헨과 독일 축구 국가대표팀에서 활동하고 있으며 "밤비"라는 별명을 가지고 있다.
영국, 나이지리아 국적을 가진 아버지와 폴란드계 독일인 어머니 사이에서 태어난 무시알라는 독일에서 태어나 7살 이후 영국에 거주했다. 그는 영국에서 사우샘프턴 FC, 첼시 FC의 청소년 팀에서 뛰었고 2019년 첼시를 떠나 FC 바이에른 뮌헨에 입단했다. 그는 2020년 6월 바이에른 뮌헨 1군에 데뷔했고 데뷔한 시즌에 분데스리가, DFB-포칼, UEFA 챔피언스리그에서 모두 우승하면서 트레블을 획득했다.
무시알라는 부모님의 국적으로 인해 잉글랜드 청소년 국가대표팀과 독일 청소년 국가대표팀에서 모두 활동했고 2021년 2월 성인 국가대표팀으로 독일을 선택했다. 그는 독일 국가대표팀 소속으로 UEFA 유로 2020, 2022년 FIFA 월드컵에 출전했다.

## 어린 시절
자말 무시알라는 독일 슈투트가르트에서 영국 국적을 가진 나이지리아 요루바족 아버지 대니얼 리처드(영국 영어: Daniel Richard)와 폴란드계 독일인 어머니 카롤린 무시알라(독일어: Carolin Musiala) 사이에서 태어났다. 그는 풀다에서 7살까지 살다가 어머니 카롤린이 사우샘프턴 대학교에서 사회학 학사과정을 공부하게 되면서 영국으로 이주했다.
무시알라는 뉴몰든에 있는 코퍼스 크리스티 학교(영국 영어: Corpus Christi School)에서 초등교육을 받았고, 크로이던의 휘트기프트 학교(영국 영어: Whitgift School)에서 중등교육을 받았다. 2010년 사우샘프턴 아카데미에 입단한 무시알라는 4개월 후 2011년 2월 사우샘프턴 아카데미를 떠나 첼시 아카데미에 입단했고, 2019년 첼시에서 바이에른 뮌헨으로 이적할 때까지 영국에서 유년기를 보냈다.

## 구단 경력

### 바이에른 뮌헨

#### 2019-20 시즌
2019년 7월, 무시알라는 16살의 나이에 첼시 FC를 떠나 바이에른 뮌헨과 계약을 체결했다. 2020년 6월 3일 무시알라는 바이에른 뮌헨 II이 프로이센 뮌스터를 3대 2로 이긴 2019-20 시즌 3. 리가 29라운드에서 80분 교체 출전하며 프로 선수 데뷔전을 치렀다. 2020년 6월 20일 그는 바이에른 뮌헨이 SC 프라이부르크를 3대 1로 이긴 2019-20 시즌 분데스리가 33라운드에서 89분 토마스 뮐러와 교체되면서 바이에른 뮌헨 데뷔전을 가졌다. 그는 출전 당시 17세 115일의 나이로 피에르에밀 호이비에르가 세웠던 17세 251일의 기록을 제치고 분데스리가에 출전한 가장 어린 바이에른 뮌헨 소속 선수가 되었다.
무시알라는 2019-20 시즌 UEFA 챔피언스리그에 출전하지 않았지만 바이에른 뮌헨이 킹슬레 코망의 선제골이자 결승골로 파리 생제르맹 FC를 1대 0으로 이기고 챔피언스리그에서 우승하면서 바이에른 뮌헨 1군에 데뷔한 시즌에 트레블을 달성했다.

#### 2020-21 시즌
2020년 9월 18일 FC 샬케 04와의 분데스리가 개막전에 출전해 데뷔골을 터뜨렸으며 팀은 8-0 대승을 거두었다. 이 날 무시알라는 17세 205일의 나이였으며 그의 득점은 바이에른의 역사상 최연소 선수 득점으로 기록되었다. 그는 2021년 3월 5일, 바이에른 뮌헨과 2026년까지 유효한 새로운 계약을 체결했다.

#### 2022-23 시즌
2023년 3월 20일, 무시알라는 바이에른 뮌헨과 바이어 레버쿠젠의 22-23시즌 분데스리가 25라운드에서 전반전 이후 토마스 뮐러와 교체출전했다.
2023년 6월 18일, 무시알라는 세르주 그나브리와 토마스 뮐러를 제치고 바이에른 뮌헨 팬들이 뽑은 2023년 5월의 선수가 되었다. 그는 22-23 시즌에 바이에른 뮌헨 팬들이 뽑은 이달의 선수 상을 총 5번(2022년 7월, 8월, 9월, 11월, 2023년 5월) 수상했다.

#### 2023-24 시즌
2023년 7월 10일, 무시알라는 바이에른주 정부에서 사회적으로 공헌한 스포츠인들에게 수여하는 '바이에른 스포츠상(독일어: Bayerischen Sportpreis)'을 받았고 5월 27일 쾰른전에서 넣은 골이 7월 22일 바이에른 뮌헨 서포터들이 선정한 바이에른 뮌헨 2022-23시즌의 골로 선정되었으며, 7월 23일 서포터들이 선정한 바이에른 뮌헨 2022-23시즌의 선수가 되었다.
8월 23일, 바이에른 뮌헨은 무시알라가 훈련을 받던 중 왼쪽 뒤 넓적다리의 근섬유가 찢어져 앞으로 있을 경기에 출전하지 못하게 되었다고 발표했다.

## 국가대표 경력
자말 무시알라는 아버지의 국적을 따라 나이지리아 국가대표로도 뛸 수 있었지만 그는 연령별 국가대표팀은 잉글랜드와 독일에서 뛰었고 2021년 2월 성인 국가대표팀으로 독일 축구 국가대표팀을 선택했다.

### 연령별 대표팀

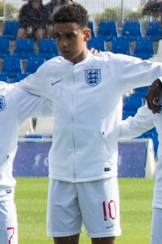

2020년 11월, 무시알라는 2020년 UEFA 유럽 U-21 선수권 대회 예선 경기를 위해 처음으로 잉글랜드 U21 대표팀에 소집되었다. 그는 2020년 11월 13일, 안도라 U-21을 상대로 3-1로 승리하는 동안 교체 선수로 U-21 데뷔전을 치렀다. 2020년 11월 17일에는 역시 알바니아를 상대로 5-0으로 승리하는 동안 21세 이하 대표팀 소속으로 첫 골을 넣었다.

### A 대표팀
2021년 2월 24일, 무시알라는 독일 대표팀 소속으로 뛰기로 결정했다고 발표했다. 이후 그는 2021년 3월 FIFA 월드컵 2022 예선을 위해 처음으로 A대표팀에 소집되었고, 2021년 3월 25일, 아이슬란드와의 경기에서 79분 교체 선수로 데뷔했다.
2023년 3월 25일과 28일 페루 축구 국가대표팀과 벨기에 축구 국가대표팀을 상대할 독일 축구 국가대표팀의 명단에 포함되었으나 허벅지 근섬유에 문제가 발생해 국가대표팀에서 하차했다.

#### 유로 2020
2021년 5월 19일, 무시알라는 유로 2020 독일 대표팀에 선발되었다. 2021년 6월 23일, 그는 18세의 나이로 헝가리와의 2-2 무승부를 기록한 경기에 출전하면세 독일 국가대표팀의 메이저 토너먼트에 출전한 최연소 독일 선수가 되었다. 이후, 경기 도중 무시알라는 레온 고레츠카의 후반 동점골을 도와 독일을 16강에 진출에 기여했다. 이 경기를 통해서 그는 전 세계 축구 전문가와 팬들로부터 많은 칭찬과 본격적인 관심을 받게 되었다.

#### 2022년 월드컵 예선
2021년 10월 11일, 무시알라는 북마케도니아를 4-0으로 이기며 첫 A대표팀 소속으로 골을 넣었고, 이 골로 국가대표팀에서 득점한 두 번째로 어린 선수가 되었다.(18세 227일)

#### 2022년 월드컵
2022년 11월 10일, 무시알라는 카타르에서 열리는 2022 FIFA 월드컵 명단에 포함되었다. 11월 23일, 그는 일본과의 경기에서 선발 출전해 월드컵 데뷔전을 치렀고, 1958년 이후 이 대회에 출전한 최초의 독일 10대 선수가 되었으며, 전체 월드컵 출전 기록 중 네 번째로 어린 독일 선수가 되었다.(19세 270일)

## 플레이 스타일
다재다능한 선수로 윙과 미드필더 포지션의 모든 위치에서 활약이 가능하며 FC 바이에른 뮌헨 감독이었던 한지 플리크는 그에 대해 "그는 적절한 공간을 선택하는 데 뛰어난 안목과 감각을 갖고 있다. 그는 공에 대해 자신감이 넘치고 라인 사이에서 좋은 플레이를 펼칠 수 있다."고 말했다.

## 출전 통계
| 클럽          | 시즌    | 출전 | 득점 | 도움 |
| ------------- | ------- | ---- | ---- | ---- |
| 바이에른 뮌헨 | 2019-20 | 1    | 0    | 0    |
| 바이에른 뮌헨 | 2020-21 | 37   | 7    | 1    |
| 바이에른 뮌헨 | 2021-22 | 40   | 8    | 5    |
| 바이에른 뮌헨 | 2022-23 | 47   | 16   | 13   |
| 바이에른 뮌헨 | 2023-24 | 38   | 12   | 7    |
| 바이에른 뮌헨 | 2024-25 | 26   | 14   | 4    |

## 우승 경력
바이에른 뮌헨
- 분데스리가 : 2019–20, 2020–21, 2021–22, 2022–23
- DFL 슈퍼컵 : 2020, 2021, 2022
- UEFA 챔피언스리그: 2019–20
- UEFA 슈퍼컵: 2020[39]
- 3. 리가 : 2019-20

### 개인
- VDV 올해의 팀 : 2022-23, 2023-24
- 분데스리가 올해의 팀 : 2022-23, 2023-24
- 키커 분데스리가 올해의 팀 : 2021-22, 2022-23
- 독일 대표팀 올해의 선수 : 2022, 2024
- UEFA 유로 득점왕 : 2024 (공동)
- UEFA 유로 토너먼트의 팀 : 2024